# Tityus gonzalespongai
Espèce
Tityus gonzalespongai est une espèce de scorpions de la famille des Buthidae.

## Distribution
Cette espèce est endémique de l'État d'Anzoátegui au Venezuela. Elle se rencontre vers Pedro María Freites entre 1 600 et 2 200 m d'altitude dans le massif de Turimiquire (d).

## Description
Le mâle holotype mesure 71,20 mm, les mâles mesurent de 69,90 à 90,20 mm et les femelles de 59,90 à 64,20 mm.

## Étymologie
Cette espèce est nommée en l'honneur de Manuel Ángel González Sponga.

## Publication originale
- Quiroga, De Sousa, Parrilla-Alvarez & Manzanilla, 2004 : « The first report of Tityus (Scorpiones: Buthidae) in Anzoátegui State, Venezuela. A new species. » Journal of Venomous Animals and Toxins including Tropical Diseases, vol. 10, no 1, p. 10-33 (texte intégral).